# Greta Magnusson-Grossman

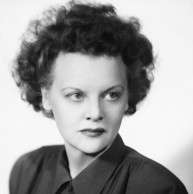
Greta Magnusson-Grossman, um 1950

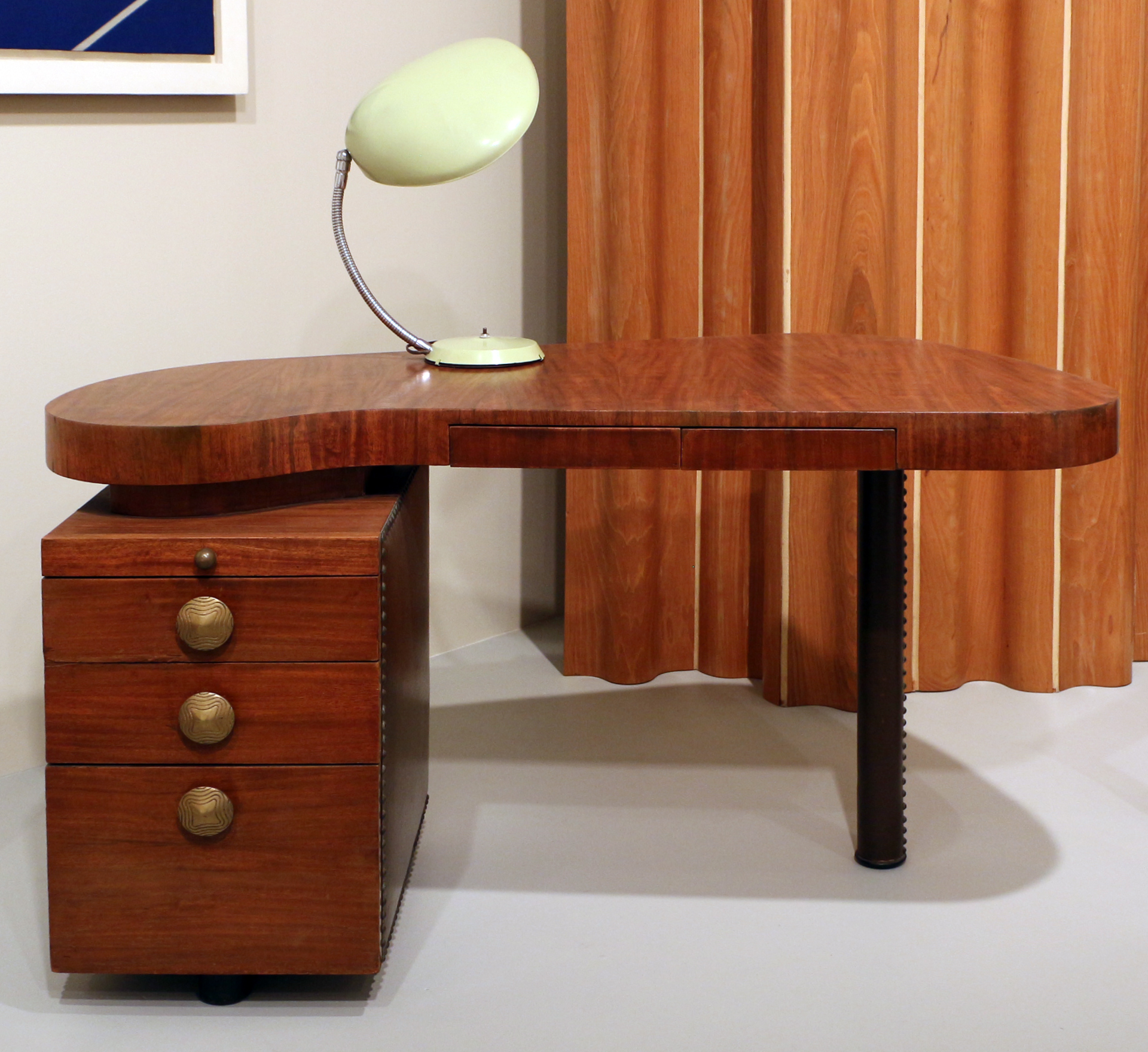
Bürotisch von Gilbert Rohde und Cobra-Lampe

Greta Karin Ingeborg Magnusson-Grossman (* 21. Juli 1906 in Helsingborg; † 28. August 1999 in Encinitas, Kalifornien) war eine schwedische Möbeldesignerin und Architektin.

## Biografie
Magnusson legte ihr Abitur bei einer Privatschule in ihrer Heimatstadt ab und absolvierte danach eine Schreinerlehre. Danach studierte sie an der Vorgängereinrichtung der Hochschule Konstfack in Stockholm sowie bis 1940 in der Fachrichtung Architektur an der Königlichen Technischen Hochschule. Während der gleichzeitigen Anstellung beim Möbelfabrikanten Harald Westerberg erhielt sie 1933 als erste Frau einen Preis bei einem Möbelwettbewerb der Handwerksvereinigung. Ermuntert durch ihren Mann, den Jazzmusiker Billy Grossman, eröffnete Magnusson-Grossman ein eigenes Geschäft am noblen Platz Stureplan in Stockholm. Sie veröffentlichte mehrere Artikel in Zeitschriften, die auf Wohnungs- und Hauseinrichtungen spezialisiert waren.
Die zum Funktionalismus zählenden Möbel wurden von zahlungskräftigen Kunden in Schweden, Frankreich, Polen, Finnland und Panama gekauft. Die Ungewissheit, ob Deutschland nach Ausbruch des Zweiten Weltkrieges nach Dänemark und Norwegen auch Schweden überfallen wird, ließ das Ehepaar Magnusson-Grossman in die Vereinigten Staaten ziehen. Trotz anfänglicher Schwierigkeiten wurde 1941 ein neues Geschäft in Los Angeles eröffnet.
Durch ihre Zusammenarbeit mit dem Unternehmen Barker Bros. setzte Magnusson-Grossman jetzt mehr auf mittelständische Kunden. Auf diese Weise erhielt sie verschiedene Gemeinschaftsaufträge, z. B. mit Gregory Ain oder Paul László. Etwa 20 um Los Angeles errichtete Häuser wurden von ihr entworfen und mit ihren Möbeln ausgestattet, was in der Zeitschrift Arts & Architecture dokumentiert wurde. Zu ihren weiteren Abnehmern zählte das Beleuchtungsunternehmen Ralph O. Smith und Glenn of California.

## Auszeichnungen
Magnusson-Grossman erhielt unter anderem:
- Good Design, 1950, vom Museum of Modern Art für die Cobra-Lampe.
- Good Design, 1952, für einen Stuhl aus Walnussholz mit Polstersitz.